# Amphinemura borealis
Amphinemura borealis är en bäcksländeart som först beskrevs av Morton 1894.  Amphinemura borealis ingår i släktet Amphinemura och familjen kryssbäcksländor. Arten är reproducerande i Sverige. Inga underarter finns listade i Catalogue of Life.